# Aaaarrghh
Aaaarrghh е турска блек метъл група, основана през 1994 година в Анкара.

## История
Групата е създадена през 1994 година под името „Aeon“, отначало дет метъл група, по-късно започва да се оформя като блек метъл група и сменя името си на „Aaaarrghh“. За разлика от повечето турски блекметъл банди, текстовете на песните им се пишат и остават изцяло на турски език.

## Дискография
- 1999 – „...aaaarrgh...“
- 2004 – „Ruhlar Fısıldıyor“
- 2006 – „Ölüm Kadar Soğuk, Ölü Kadar Soluk“